# Les Rosiers-sur-Loire
Les Rosiers-sur-Loire (bis 1993 lediglich Les Rosiers) ist eine Ortschaft und eine Commune déléguée in der französischen Gemeinde Gennes-Val-de-Loire mit 2.325 Einwohnern (Stand 1. Januar 2022) im Département Maine-et-Loire in der Region Pays de la Loire. Die Einwohner werden Rosiérois genannt. Les Rosiers-sur-Loire ist der Verwaltungssitz der Gemeinde Gennes-Val-de-Loire.
Am 1. Januar 2018 trat die Gemeinde mit Saint-Martin-de-la-Place der Commune nouvelle Gennes-Val-de-Loire (Schreibweise mit Bindestrichen erst seit dem Beitritt) bei. Les Rosiers-sur-Loire ist der Verwaltungssitz und eine Commune déléguée mit 2.325 Einwohnern (Stand: 1. Januar 2022) in der neuen Gemeinde. Die Gemeinde Les Rosiers-sur-Loire gehörte zum Arrondissement Saumur und zum Kanton Longué-Jumelles.

## Geographie
Les Rosiers-sur-Loire liegt etwa 27 Kilometer ostsüdöstlich von Angers im Tal der Loire, das hier als UNESCO-Welterbe geschützt ist, im Anjou. Auch der Authion durchquert die Gemeinde. Umgeben wurde die Gemeinde Les Rosiers-sur-Loire von den Nachbargemeinden La Ménitré im Norden und Nordwesten, Beaufort-en-Anjou im Norden, Longué-Jumelles im Osten und Nordosten, Saint-Clément-des-Levées im Osten und Südosten sowie Gennes-Val-de-Loire im Süden und Westen.
Durch Les Rosiers-sur-Loire führen die früheren Routes nationales 152 (heutige D952) und 751 (heutige D751), sie hat einen Bahnhof an der Bahnstrecke Tours–Saint-Nazaire.

## Bevölkerungsentwicklung
| 1962                       | 1968 | 1975 | 1982 | 1990 | 1999 | 2006 | 2012 |
| -------------------------- | ---- | ---- | ---- | ---- | ---- | ---- | ---- |
| 1724                       | 1714 | 1824 | 1933 | 2204 | 2242 | 2281 | 2341 |
| Quellen: Cassini und INSEE |      |      |      |      |      |      |      |

## Sehenswürdigkeiten
- Kirche Notre-Dame aus dem 13. Jahrhundert mit An- und Umbauten aus dem 15., 16. und 19. Jahrhundert, Glockenturm aus dem 15. Jahrhundert, Monument historique seit 1971
- Kapelle La Bonne-Dame (auch: Kapelle Le Patoil) aus dem 13. Jahrhundert
- Kapelle Saint-Nicolas aus dem 15. Jahrhundert
- Port de la Vallée, Gebäude aus dem 15. Jahrhundert, seit 1954 Monument historique
- Windmühle von Basses-Terres, um 1725 errichtet, seit 1984 Monument historique
- Pfarrhaus aus dem 16. Jahrhundert, seit 1970 Monument historique
- Gutshof aus dem 17. Jahrhundert
- Hängebrücke, erbaut 1839 bis 1842

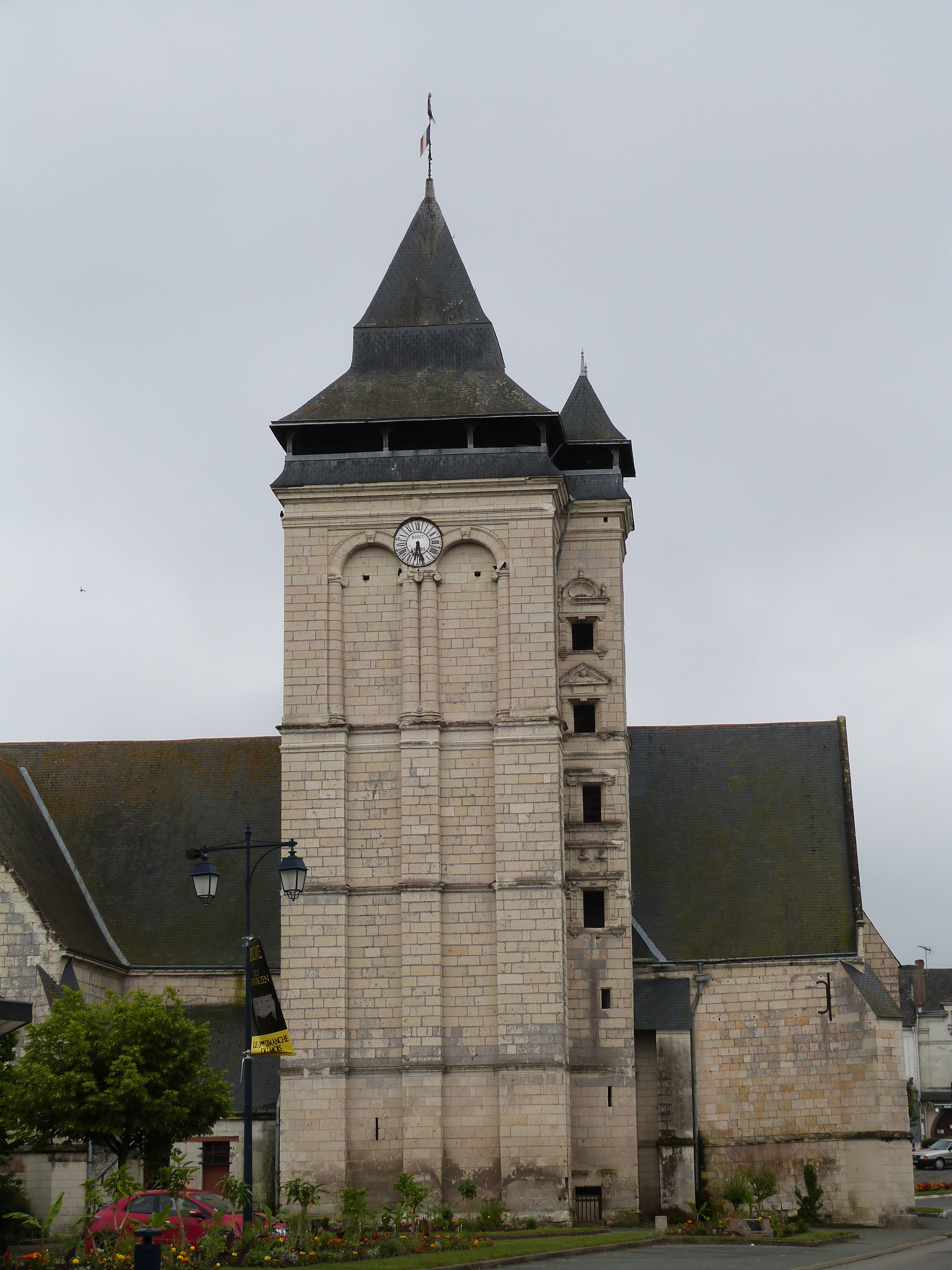
Glockenturm der Kirche Notre-Dame

- Collège Paul Eluard, Gennes Val de Loire[2]

## Gemeindepartnerschaft
Mit der britischen Gemeinde Wincanton in Somerset (England) besteht seit 1974 eine Partnerschaft.